# Yeni (langue)
Pour les articles homonymes, voir Yeni.
Le yeni est une langue du Cameroun, aujourd'hui disparue (statut 10). Elle était parlée dans la région de l'Adamaoua, près de Nyalang, au nord de Mayo-Darlé.
Plus personne ne la parle en tant que première langue (L1). Il n'en subsisterait qu'une chanson, connue de quelques locuteurs du kwanja.
Sa classification reste incertaine. Il pourrait s'agir d'une langue bantoïde septentrionale du groupe mambila.